# 오로치마루
오로치마루(일본어: 大蛇丸)는 만화 《나루토》의 등장인물이다. 모티브는 작가 키시모토 마사시가 즐겨 하던 게임 천외마경 시리즈의 등장인물인 오로치마루의 이름에서 따왔다.
성우: 쿠지라 / 이정구
지라이야, 츠나데와 함께 전설의 3닌자이다. 소환수로는 뱀을 사용한다. 세상에 있는 모든 술법을 익혀 최강의 힘을 얻고자 한다. 야망을 달성하고자 불로불사의 술법을 얻기 위하여 마을 사람을 죽여 그 시체를 실험체로 사용하던 것이 스승이자 3대 호카게인 사루토비 히루젠에게 들통나 마을에서 탈주하였다.
여러 곳의 비밀 거처와 연구소를 짓고, 불로불사의 술법에 대한 연구를 완성시켜 마침내 다른 사람의 몸을 빼앗아 자기 영혼을 옮겨담는 전생술을 익히게 된다. 전생술에 쓸 새로운 몸으로 우치하 일족의 최강자로 불리던 우치하 이타치를 노린 오로치마루는 아카츠키에 가입하였으나, 이타치가 자신보다 더 강하다는 사실을 깨닫고 아카츠키에서 탈퇴한다. 그 후 새로운 닌자 마을인 소리 마을을 세우고, 나뭇잎 마을에서 열린 중급닌자시험에 소리 마을의 하급닌자들을 내보내어 나뭇잎 부수기 계획을 실행에 옮기고 대혼란을 불러온다. 스승인 3대 호카게와의 대결 중 시귀봉진에 두 팔을 봉인 당하게 되며 오로치마루는 3대 호카게의 희생으로 인해 패배하게 된다. 팔을 봉인당하여 인술을 쓸 수 없게 되자, 팔을 치료하기 위해 과거 동료이자 5대 호카게로 내정된 츠나데와의 거래를 시도하지만 실패한다.
《나뭇잎 부수기》 때 주인을 남겨두어 자신이 가진 힘에 매료되도록 손을 써둔 이타치의 동생 우치하 사스케를 전생술의 새 몸으로 사용하기 위해 나뭇잎 마을에서 데려오는데 성공한다. 사스케를 자신의 제자로 삼으며 많은 술법을 전수해준다. 그러나 2년 후에 복수귀가 된 사스케에게 죽임을 당한다. 이후 사스케의 몸에 심어둔 주인을 통하여 잠시 부활하지만, 이타치의 대결에서 만화경 사륜안에 감춰진 비장의 술법인 스사노오에 당하여 또다시 사망한다.
오로치마루의 부하인 의료 닌자 야쿠시 카부토는 오로치마루의 세포를 자기 몸에 일부 이식하여 제2의 오로치마루라 칭한다. 카부토는 아카츠키의 숨은 리더인 토비와 동맹을 맺고 오로치마루의 주력술법인 예토전생을 이용하여 과거에 이름을 떨친 수많은 닌자들을 부활시켜 5대 닌자마을 연합국을 압박하지만 예토전생으로 부활한 이타치와 일시적으로 힘을 합친 우치하 사스케와의 대결에서 패배한다.
이후 사스케는 과거 오로치마루의 제자였던 나뭇잎 마을의 닌자 미타라시 앙코의 주인과 카부토의 신체 일부를 이용해 해사법인 을 사용하여 오로치마루를 다시 한번 부활시킨다. 나뭇잎 마을의 진실에 관한 진실을 알고싶었던 사스케는 오로치마루의 예토전생을 통하여 1~4대 호카게를 부활시켜 이야기를 듣고 싶었던 것이다. 오로치마루는 이러한 사스케의 모습에 흥미를 느끼고 협력하기로 한다. 전후에는 야마토의 감시 하에 조용히 살고 있고 아들 미츠키를 두었다.